# هنري مارتن (عسكري)
هنري مارتن (بالفرنسية: Henry Martin)‏ هو عسكري فرنسي، ولد في 1888، وتوفي في 1984.